# Seone
Seone (en serbe cyrillique : Сеоне) est un village de Serbie situé sur le territoire de la Ville de Smederevo, district de Podunavlje. Au recensement de 2011, il comptait 945 habitants.

## Géographie
Le village est situé sur la rive droite du Danube. Il est entouré par les localités suivantes :
|                                                                | Banatski Brestovac (Ville de Pančevo) Pločica (municipalité de Kovin) |         |
| Brestovik Kamendol (municipalité de Grocka, Ville de Belgrade) | Seone                                                                 | Udovice |
|                                                                | Vodanj                                                                |         |

## Démographie

### Évolution historique de la population
| 1948 | 1953 | 1961 | 1971 | 1981 | 1991 | 2002 | 2011 |
| ---- | ---- | ---- | ---- | ---- | ---- | ---- | ---- |
| 872  | 933  | 980  | 926  | 919  | 891  | 994  | 945  |

|  |